# 益山寛司
益山 寛司（ますやま かんじ、1985年11月10日-）は、日本の俳優。
大阪府出身。劇団子供鉅人所属。所属事務所はレプロエンタテインメント。
身長181cm。6人兄弟。同じ劇団子供鉅人内に兄の益山貴司、弟の益山U☆Gがいる。

## 出演

### 舞台
- 劇団子供鉅人「真夜中の虹」（再演）（2018年7月1日 - 8月5日）[2]
- 劇団子供鉅人「ハミンンンンンング」（2018年5月16日 - 27日）[3]
- 劇団子供鉅人「人力お化け屋敷」（2018年4月30日）
- ホリプロ「密やかな結晶」（2018年2月2日 - 3月19日）[4]
- 劇団子供鉅人「チョップ、ギロチン、垂直落下」（2017年10月17日 - 11月19日）[5]
- 劇団子供鉅人「マクベス」（2017年2月10日 - 12日）[6]
- 劇団子供鉅人「幕末スープレックス」（2016年9月17日 - 25日）[7]
- 劇団子供鉅人「真夜中の虹」（2016年4月28日 - 5月15日）[8]
- 劇団子供鉅人「重力の光」（2015年12月3日 - 2016年1月19日）
- 劇団子供鉅人「真昼のジョージ」（2015年8月19日 - 9月7日）
- 劇団子供鉅人「組しだかれてツインテール」（2015年5月15日 - 6月16日）
- 焚きびび「溶けたアイスのひとしずくの中にだって踊る私はいる」（2024年9月13日 - 16日）[9]
- ホラーミュージカル「キッチュ&ホラー・イン・モータース」（2024年10月31日 - 11月10日）[10]

### テレビドラマ
- 「逃亡花」 第7話（2018年6月2日、BSジャパン）

### テレビ番組
- 「痛快TV スカッとジャパン」2018年4月16日・6月11日・18日、フジテレビ）
- 「演劇人は、夜な夜な、下北の街で呑み明かす…」第十七夜（2018年4月18日・25日、BSスカパー!）[11]

### 映画
- 「キッチン・ドライブ」（2014年）[12]

### その他
- 「IN THE ROOM」（2018年3月20日 - 21日）[13]
- 「演劇人の文化祭」（2017年1月12日）[14]
- 「文化住宅解体公演」（2016年10月22日）[15]